# Botz-en-Mauges
Botz-en-Mauges est une ancienne commune française située dans le département de Maine-et-Loire, en région Pays de la Loire, devenue le 15 décembre 2015 une commune déléguée de la commune nouvelle de Mauges-sur-Loire.

## Géographie
Commune angevine des Mauges, Botz-en-Mauges se situe au nord de Chaudron-en-Mauges, sur la route D 201, La Chapelle-Saint-Florent / Chaudron-en-Mauges. Sur l'ouest de la commune on trouve la D 752, axe de communication reliant Varades à Cholet.
Située sur un plateau, la commune des Mauges de Botz-en-Mauges est bordée par trois cours d'eau : la rivière de l'Evre à l'ouest, le ruisseau de la Touchette au nord et celui de Saint-Germain au sud.
À l'est, la commune est délimitée, en l'absence de ruisseau, par des éléments naturels comme des haies.

## Toponymie
La commune, Botz, change de nom en 1919 pour s'appeler Botz-en-Mauges.

## Histoire
Le territoire est habité dès les temps préhistoriques puisqu'on a retrouvé des outils en pierre taillée. Durant le Moyen Âge le territoire communal est divisé en deux paroisses, Saint-Gilles et Germain, qui dépendent de l'abbaye de Saint-Florent-le-Vieil.
L'histoire de Botz-en-Mauges a été marquée par la guerre de Vendée où Botz était au cœur du conflit. Beaucoup de monuments rappellent cette période, notamment à côté du parc de Chaudron où une plaque commémorative a été placée, à côté d'une colonne, pour la mémoire des morts de cette insurrection.
Botz possède dès la fin du XIXe siècle une fabrique de moulins à venter, les tarares (vanneuse), servant à nettoyer le grain.
Pendant la Première Guerre mondiale, 31 habitants perdent la vie. Lors de la Seconde Guerre mondiale, 4 habitants sont tués.
Le 15 décembre 2015, la commune nouvelle de Mauges-sur-Loire naît de la fusion des onze communes de la communauté de communes, intégrant le périmètre de Botz-en-Mauges ; création officialisée par arrêté préfectoral du 5 octobre 2015.

## Politique et administration

### Administration municipale

#### Administration actuelle
Depuis le 15 décembre 2015 Botz-en-Mauges constitue une commune déléguée au sein de la commune nouvelle de Mauges-sur-Loire et dispose d'un maire délégué.
| Période                                  | Période  | Identité     | Étiquette | Qualité |
| ---------------------------------------- | -------- | ------------ | --------- | ------- |
| décembre 2015                            | mai 2020 | Alain Boré   |           |         |
| mai 2020                                 | en cours | Marie Le Gal |           |         |
| Les données manquantes sont à compléter. |          |              |           |         |

#### Administration ancienne

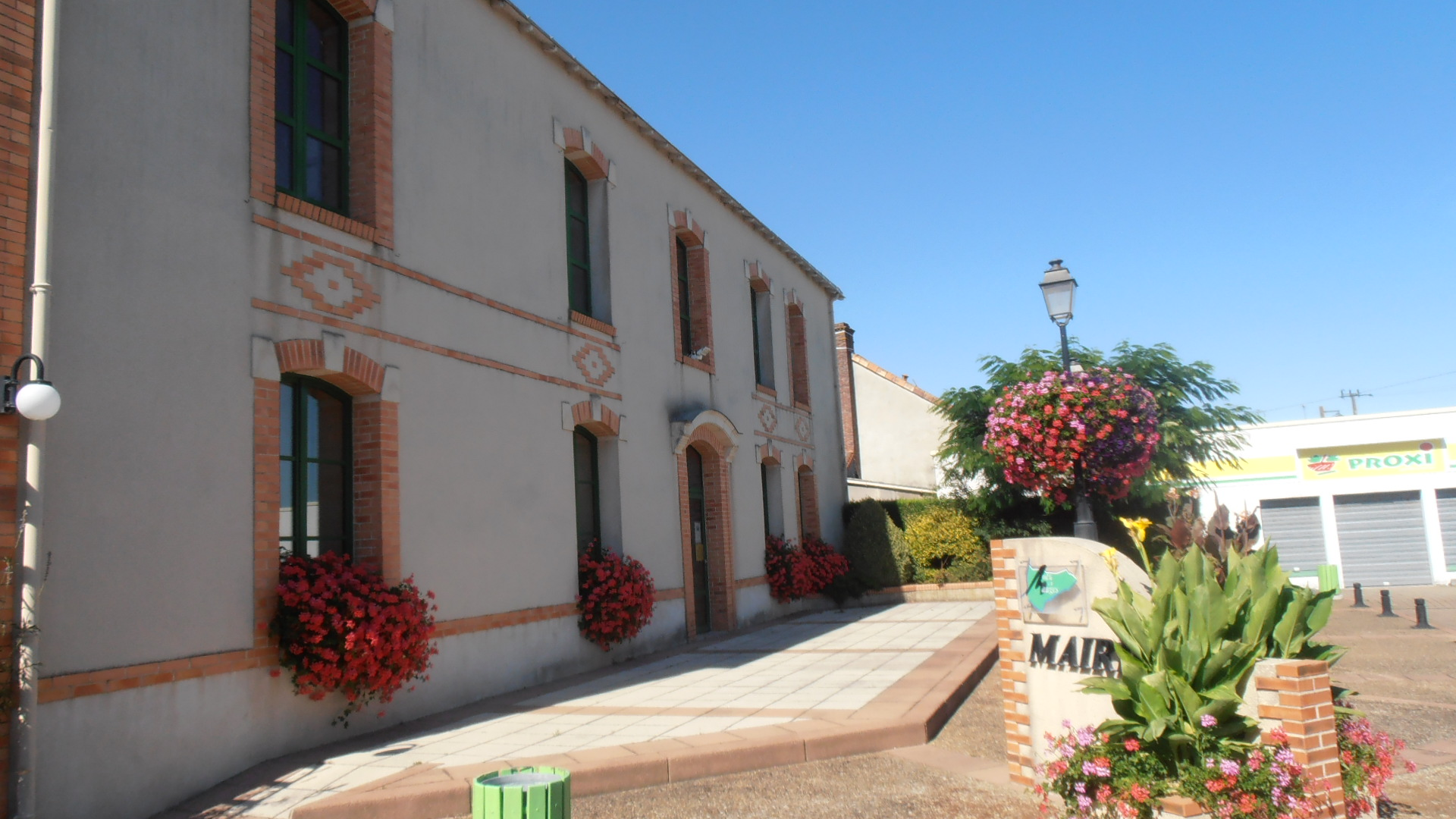
La mairie.

| Période                                  | Période       | Identité         | Étiquette | Qualité |
| ---------------------------------------- | ------------- | ---------------- | --------- | ------- |
| Les données manquantes sont à compléter. |               |                  |           |         |
| 1995                                     | mars 2014     | Geneviève Gazeau | UMP       |         |
| mars 2014                                | décembre 2015 | Alain Boré       |           |         |

### Ancienne situation administrative
La commune est membre en 2015 de la communauté de communes du canton de Saint-Florent-le-Vieil, elle-même membre du syndicat mixte Pays des Mauges. L'intercommunalité disparait à la création de la commune nouvelle.

## Population et société

### Démographie

#### Évolution démographique
L'évolution du nombre d'habitants est connue à travers les recensements de la population effectués dans la commune depuis 1793. À partir du 1er janvier 2009, les populations légales des communes sont publiées annuellement dans le cadre d'un recensement qui repose désormais sur une collecte d'information annuelle, concernant successivement tous les territoires communaux au cours d'une période de cinq ans. 
Pour les communes de moins de 10 000 habitants, une enquête de recensement portant sur toute la population est réalisée tous les cinq ans, les populations légales des années intermédiaires étant quant à elles estimées par interpolation ou extrapolation. Pour la commune, le premier recensement exhaustif entrant dans le cadre du nouveau dispositif a été réalisé en 2008,.
En 2013, la commune comptait 818 habitants, en évolution de +2,38 % par rapport à 2008 (Maine-et-Loire : +3,3 %, France hors Mayotte : +2,49 %).
| 1793 | 1800 | 1806 | 1821 | 1831 | 1836 | 1841 | 1846 | 1851  |
| ---- | ---- | ---- | ---- | ---- | ---- | ---- | ---- | ----- |
| 907  | 735  | 814  | 894  | 810  | 918  | 897  | 924  | 1 012 |

| 1856  | 1861  | 1866  | 1872  | 1876 | 1881 | 1886  | 1891 | 1896 |
| ----- | ----- | ----- | ----- | ---- | ---- | ----- | ---- | ---- |
| 1 026 | 1 060 | 1 053 | 1 014 | 993  | 979  | 1 001 | 974  | 955  |

| 1901 | 1906 | 1911 | 1921 | 1926 | 1931 | 1936 | 1946 | 1954 |
| ---- | ---- | ---- | ---- | ---- | ---- | ---- | ---- | ---- |
| 983  | 967  | 950  | 824  | 868  | 832  | 859  | 884  | 903  |

| 1962 | 1968 | 1975 | 1982 | 1990 | 1999 | 2008 | 2013 | - |
| ---- | ---- | ---- | ---- | ---- | ---- | ---- | ---- | - |
| 966  | 955  | 871  | 850  | 760  | 666  | 799  | 818  | - |

#### Pyramide des âges
La population de la commune est relativement âgée. Le taux de personnes d'un âge supérieur à 60 ans (22,4 %) est en effet supérieur au taux national (22,1 %) et au taux départemental (21,4 %).
Contrairement aux répartitions nationale et départementale, la population masculine de la commune est supérieure à la population féminine (51,2 % contre 48,4 % au niveau national et 48,6 % au niveau départemental).
La répartition de la population de la commune par tranches d'âge est, en 2008, la suivante :
- 51,2 % d’hommes (0 à 14 ans = 23,2 %, 15 à 29 ans = 15,6 %, 30 à 44 ans = 22,5 %, 45 à 59 ans = 18,8 %, plus de 60 ans = 19,8 %) ;
- 48,8 % de femmes (0 à 14 ans = 23,8 %, 15 à 29 ans = 13,1 %, 30 à 44 ans = 20,5 %, 45 à 59 ans = 18,2 %, plus de 60 ans = 24,3 %).

| Hommes | Classe d’âge | Femmes |
| ------ | ------------ | ------ |
| 0,0    | 90 ans ou +  | 1,0    |
| 7,1    | 75 à 89 ans  | 8,2    |
| 12,7   | 60 à 74 ans  | 15,1   |
| 18,8   | 45 à 59 ans  | 18,2   |
| 22,5   | 30 à 44 ans  | 20,5   |
| 15,6   | 15 à 29 ans  | 13,1   |
| 23,2   | 0 à 14 ans   | 23,8   |

| Hommes | Classe d’âge | Femmes |
| ------ | ------------ | ------ |
| 0,4    | 90 ans ou +  | 1,1    |
| 6,3    | 75 à 89 ans  | 9,5    |
| 12,1   | 60 à 74 ans  | 13,1   |
| 20,0   | 45 à 59 ans  | 19,4   |
| 20,3   | 30 à 44 ans  | 19,3   |
| 20,2   | 15 à 29 ans  | 18,9   |
| 20,7   | 0 à 14 ans   | 18,7   |

## Économie
Sur 65 établissements présents sur la commune à fin 2010, 40 % relevaient du secteur de l'agriculture (pour une moyenne de 17 % sur le département), 5 % du secteur de l'industrie, 14 % du secteur de la construction, 35 % de celui du commerce et des services et 6 % du secteur de l'administration et de la santé.

## Culture locale et patrimoine

### Lieux et monuments

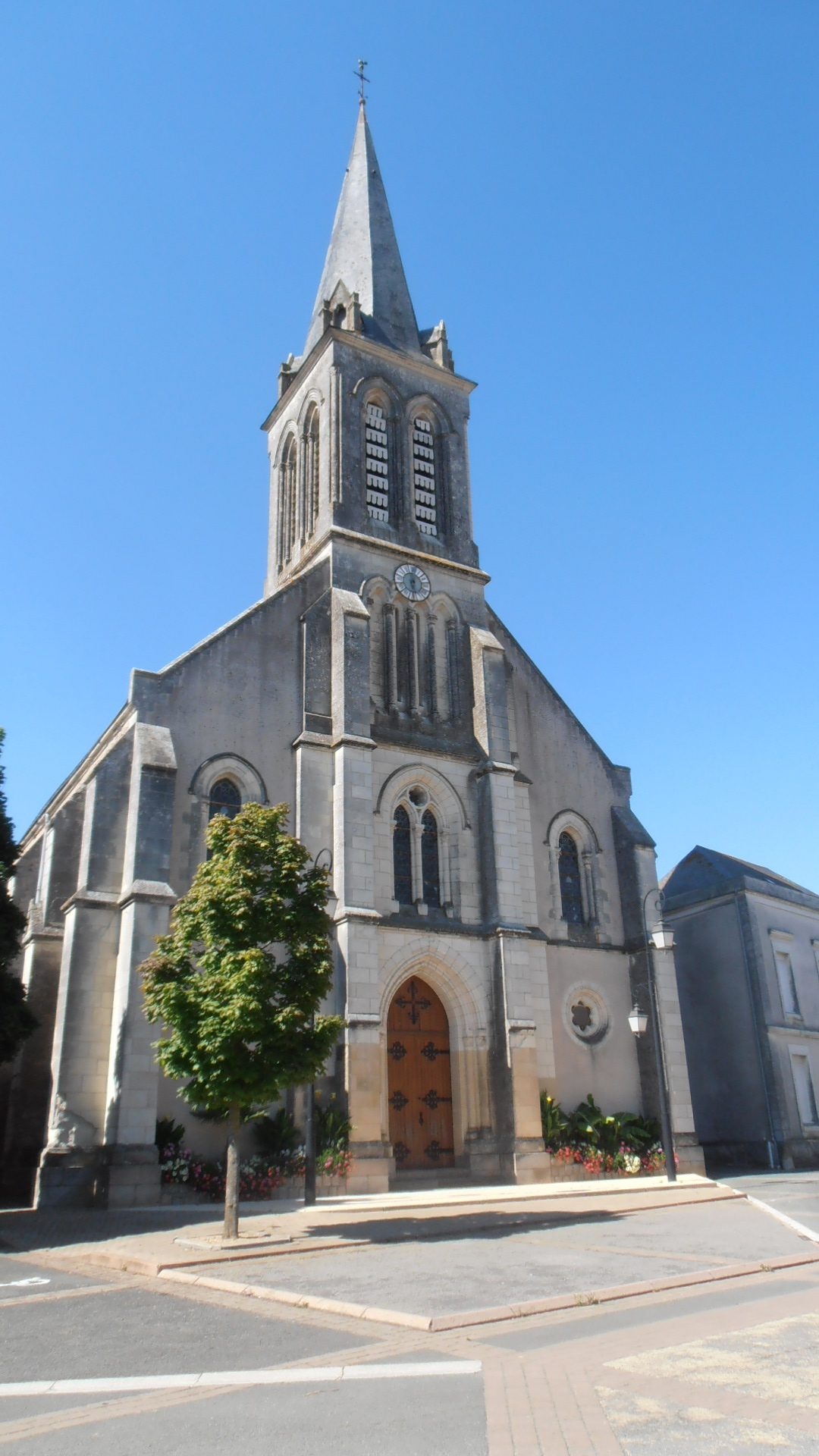
L'église Saint-Gilles.

- Gévrise : au bord de l'Evre se situe le parc de Gévrise en direction de la chapelle Saint-Florent. C'est un lieu de détente et de pique-nique.
- Parc du château du Bas-Plessis (parc de Chaudron) : le parc du Bas-Plessis, dit de Chaudron, est à cheval sur la commune de Chaudron-en-Mauges. C'est un lieu de balades.
- Monument à Stofflet : c'est une colonne érigée près du parc du château du Bas-Plessis, à côté d'un moulin en ruine, en hommage à Stofflet, général vendéen. Il fut blessé à cet endroit lors de la bataille "du grand choc de Chaudron".
- Église Saint-Gilles.

### Personnalités liées à la commune
- Étienne Davodeau, né en 1965 à Botz-en-Mauges, dessinateur et scénariste de bande-dessinée, auteur, notamment, de l'album Les Mauvaises Gens, qui retrace de façon sobre et sensible la vie de ses parents, devenus ouvriers à 13 et 14 ans, membres de la JOC et syndicalistes (CFTC puis CFDT) dans cette région de Maine-et-Loire.
- Ernestine Chassebœuf (1910-2005), née à Botz-en-Mauges, épistolière.